# Sackpfeife (Berg)
Die Sackpfeife (mundartlich Sackpäife) ist ein 673,5 m ü. NHN hoher Berg im Rothaargebirge auf der Grenze der Landkreise Waldeck-Frankenberg und Marburg-Biedenkopf in Hessen.
Auf dem bewaldeten Berg, der ein weithin bekanntes und beliebtes Erholungsgebiet darstellt, befinden sich zum Beispiel der Kaiser-Wilhelm-II.-Turm, der Aussicht unter anderem ins Rothaargebirge gewährt, der Sender Biedenkopf und ein ehemaliges Wintersportgebiet.

## Geographie

### Lage
Die Sackpfeife erhebt sich im Südteil des Rothaargebirges im Westteil von Hessen an der Nahtlinie der Landkreise Waldeck-Frankenberg (Norden) und Marburg-Biedenkopf (Süden). Östlich des Wittgensteiner Lands liegt sie im bewaldeten und weiträumigen Forst Hatzfeld zwischen Hatzfeld im Norden und Biedenkopf im Süden.
Obwohl die Sackpfeife nicht zu den höchsten Bergen des bis zu 843,2 m hohen Rothaargebirges gehört, überragt sie ihre unmittelbare Umgebung doch deutlich bei einer Dominanz von immerhin etwa 8 km. Da der Gipfelbereich in Gebirgsrichtung (Nordnordosten) extrem breit ist, kommt es, dass zwar der höchste Punkt deutlich in der Hatzfelder Gemarkung und damit im Landkreis Waldeck-Frankenberg liegt, jedoch zum Beispiel der Standpunkt des Sender Biedenkopf im Biedenkopfer Stadtgebiet mit um 665 m Höhe nur knapp unter dem Maximum liegt. Darum ist die Sackpfeife auch der höchste Berg im Landkreis Marburg-Biedenkopf und wird über die Biedenkopfer Stadtentwicklungsgesellschaft entsprechend mit diesem Merkmal vermarktet, während Waldeck-Frankenberg im Upland deutlich höhere Berge beherbergt.
Der Südsüdwestausläufer des Bergs ist das 652 m hohe Wieschen; sein Gipfel befindet sich rund 1.150 m südsüdwestlich des Sackpfeifengipfels.
Mit dem Auto ist die Sackpfeife über eine zwischen Hatzfeld-Eifa und Biedenkopf von der Bundesstraße 253 abzweigende Sackgasse anfahrbar.

### Name und Legende
Darüber, wie die Sackpfeife zu ihrem eigentümlichen Namen gekommen ist, gibt es mehrere Deutungsversuche: Neben der Theorie, der Name komme von dem Wind, der auf dem Berg so pfeift wie eine Beutelflöte (volkstümlich Sackpfeife genannt), gibt es die Legende, dass der Nikolaus in der Nacht auf den 6. Dezember auf dem Gipfel mit einer solchen Sackpfeife spielte, was in den Orten ringsum zu hören gewesen sein soll.

### Naturraum Sackpfeife

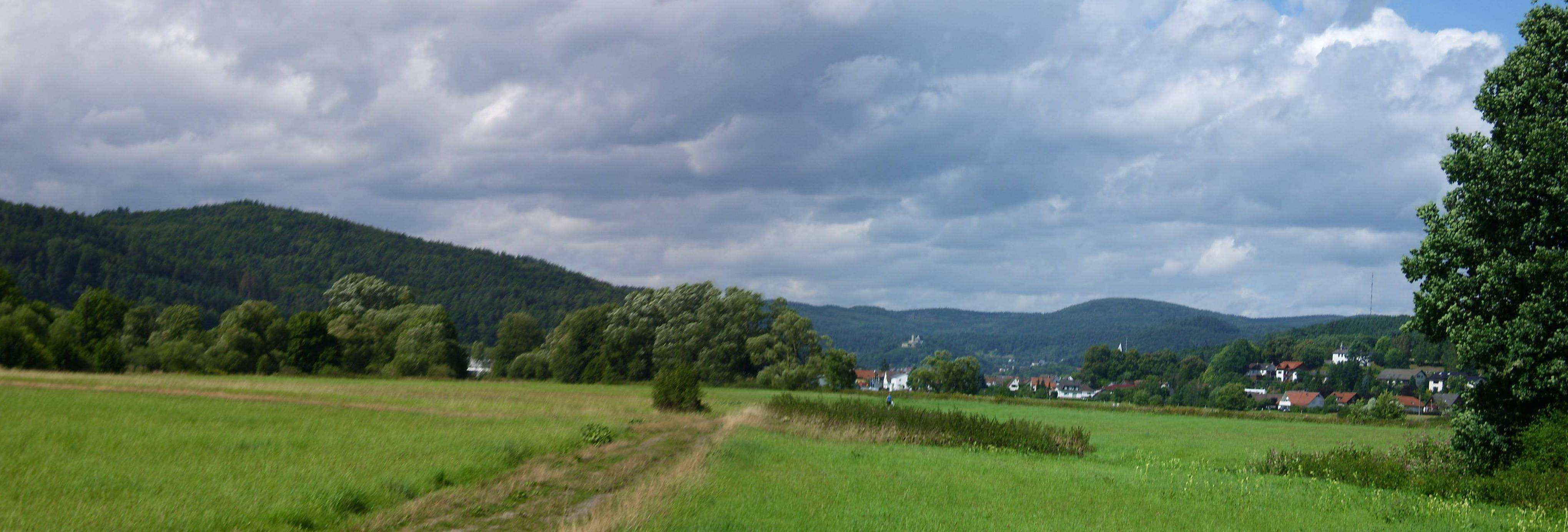
Blick auf Biedenkopf und die hohe Hainpracht (rechts des Schlosses) und die Sackpfeife (rechts im Hintergrund, Antenne) sowie auf Ostausläufer des hohen Schwarzenberges (links)

Der Naturraum Sackpfeife (Nr. 333.3) ist im System der naturräumlichen Gliederung nach Meynen Teil der Haupteinheit 333 – Rothaargebirge. Nach Westen trennt ihn der Puderbach vom Wittgensteiner Bergland, das zur gleichen Haupteinheit gehört, nach Süden grenzt das Obere Lahntal als Teil des Gladenbacher Berglandes (Haupteinheit 320) an, das naturräumlich bereits zum Westerwald (Haupteinheitengruppe 32) gezählt wird.
Der Übergang in die Sackpfeifen-Vorhöhen nach Südosten verläuft vergleichsweise fließend etwa entlang der Linie, ab der die Gipfel die 600-m-Grenze nicht mehr erreichen, während sich nach Norden mit dem Tal der Eder bzw. kurz vorher das Hatzfelder Bergland anschließt. Beide Naturräume zählen zum Ostsauerländer Gebirgsrand (Haupteinheit 332), wie die Ostabdachung des Rothaargebirges genannt wird. Sie gehört, wie das Gebirge selber auch, zur Haupteinheitengruppe 33 – Süderbergland.
Insgesamt stellt der Naturraum Sackpfeife den östlichsten Ausläufer der unmittelbaren Umgebung der Rhein-Weser-Wasserscheide innerhalb des Rothaargebirges dar. Fast alle Flüsse münden entweder direkt nach Norden in die Eder oder nach Süden in die Lahn, wobei beide Flüsse nur etwa um vier Kilometer von der Wasserscheide entfernt in östliche Richtungen fließen.

#### Berge
Zu den Erhebungen des Naturraums Sackpfeife gehören – sortiert nach Höhe in Meter (m) über Normalhöhennull (NHN):
- Sackpfeife (673,3 m)
- Wieschen (652 m), Erhebung südsüdwestlich der Gipfelregion
- Buchholz (643,0 m), Westen
- Hainpracht (631,0 m), südöstlich des Hauptgipfels; nördlichster der Biedenkopfer Stadtberge
- Puderburg (619,1 m), östlich Puderbachs
- Rabenkopf (601,0 m), südsüdwestlich vom Buchholz

Südöstlich der Bundesstraße 253, die eine mehr oder weniger natürliche Grenze des Sackpfeifenmassivs bildet, liegen die folgenden Berge nach der nicht linienhaft festlegbaren Grenze der Karte zu Die naturräumlichen Einheiten auf Blatt 125 Marburg ebenfalls im Naturraum Sackpfeife, sie werden jedoch landläufig eher den Sackpfeifen-Vorhöhen zugerechnet:
- Hassenroth (621,6 m), kuppiger Berg im Südosten bei Dexbach
- Heiligenberg (588 m), südsüdwestlich des Hassenroth
- Steckelnberg (580,5 m), zwischen Hainpracht und Hassenroth
- Großer Hardenberg (570,2 m), nordwestlich von Dexbach und durch die Landesstraße 3091 vom südwestlich liegenden Hassenroth deutlich getrennt
- Rahnsberg (560,8 m), südlich Dexbachs und südöstlich des Hassenroth
- Johannisköppe (557,0 m), südwestlich an den Rahnsberg anschließend
- Eckeseite (501 m), nördlicher Stadtberg Biedenkopfs und südlicher Vor-Gipfel des Steckelnsbergs
- Großer Eschenberg (464 m), östlicher Stadtberg Biedenkopfs und südwestlicher Vor-Berg des Heiligenbergs
- Schlossberg (386,2 m), zentraler Stadtberg mit Schloss Biedenkopf

Auch die westliche Grenze zum Wittgensteiner Bergland wird auf Blatt Marburg als nicht linienhaft festlegbar eingezeichnet und verläuft bis fast zum (damit knapp jenseitigen) Stein (644,1 m).  Hier wäre die dem Puderbach bachaufwärts folgende Landesstraße 709 über Puderbach bis zum Weiler Didoll eine menschengeschaffene, wenngleich im Vergleich zur B 253 weniger eindeutige Grenze des Naturraums, deren Linie sich nach Nordosten durch das Tal des Wellrichhäuser Bachs fortsetzt.

#### Fließgewässer
Von West nach Ost geordnet durchfließen folgende Bäche und Flüsse den Naturraum
 (wobei Lahn und Eder bereits außerhalb liegen und alle anderen Fließgewässer innerhalb des Naturraumes entspringen):
- Eder
- Lahn
  - Puderbach (6,2 km, westlicher Grenzfluss)
  - Hainbach I (5,5 km, 7,4 km²)
  - Weifenbach (4,2 km, 7,7 km²)
  - Hainbach II (4,4 km, 5,5 km², Trasse der B 253)
  - Treisbach bzw., im Quellverlauf, Engelbach (16,8 km, 68,2 km²; entwässert nach Osten längs der Landesstraße 3091 über die Wetschaft in die Lahn)

### Wasserscheide
Über den Gipfel der Sackpfeife verläuft ein Abschnitt der hiesig in West-Ost-Richtung verlaufenden Rhein-Weser-Wasserscheide. Dies bedeutet, dass sich alle Fließgewässer, die am Nordhang des Bergs entspringen, über die Eder und Fulda in Richtung Norden fließend in die Weser entwässern, während jene, die an seiner Südflanke entstehen, nach Süden bzw. Westen strebend über die Lahn in den Rhein fließen.

## Erholungsraum

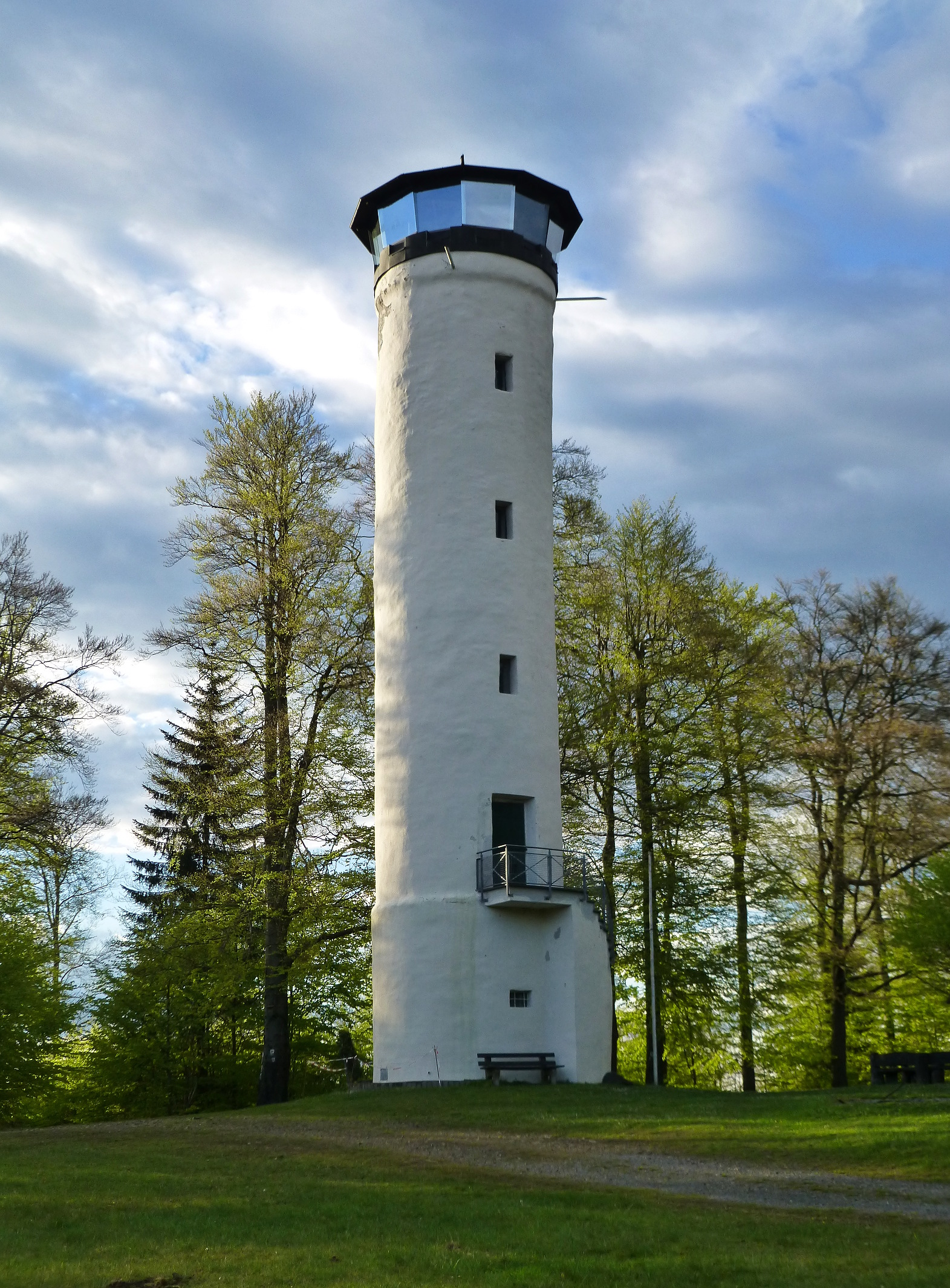
Kaiser-Wilhelm-II.-Turm (Aussichtsturm; 2017)

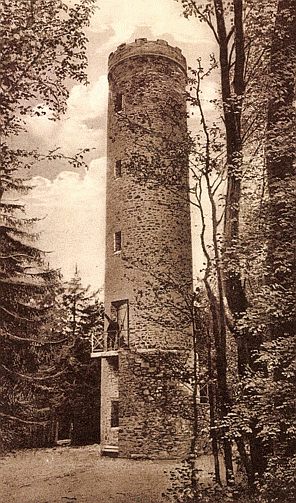
Kaiser-Wilhelm-II.-Turm (etwa 1932)

### Kaiser-Wilhelm-II.-Turm
Auf dem Gipfel der Sackpfeife steht der 25 Meter hohe Kaiser-Wilhelm-II.-Turm, ein Aussichtsturm und beliebtes Ausflugs- sowie Wanderziel. Vom Parkplatz auf dem Berg läuft man etwa 1 km bis zum Turm, von Hatzfeld etwa 5 km.
Der Turm wurde 1913 zu Ehren des 25-jährigen Regierungsjubiläums von Wilhelm II. als Natursteinmauerwerk aus Steinen der Umgebung erbaut, mit hohem manuellem Aufwand und geringen technischen Hilfsmitteln. Bauern aus den umliegenden Dörfern waren am Bau beteiligt; deren Kuh-Gespanne sind zum Transport der Steine genutzt worden. Die Aussichtsplattform des Turmes ist öffentlich zugänglich, gegen Spende zum Erhalt des Turmes. Der Weg zur Plattform führt zunächst über eine kurze Außentreppe und danach über eine innen liegende Wendeltreppe. Von der Aussichtsplattform reicht der Blick über große Teile des hessischen Berglands vorbei am Fernsehturm auf der Angelburg bis hin zum Feldberg im Taunus, aber auch zu Kellerwald, Knüll und Vogelsberg. In nördlicher und westlicher Richtung blickt man weit ins Rothaargebirge hinein.
Die Plattform ist in jüngster Zeit mit einer Überdachung und Verglasung wetterfest gemacht worden. In den Jahren 2011–2013 wurde der Turm komplett saniert. Aufgrund von Feuchtigkeitsschäden musste im Sommer 2018 eine erneute Sanierung des inzwischen denkmalgeschützten Turmes durchgeführt werden. Zuvor war der Kaiser-Wilhelm-Turm bereits im Spätherbst 2017 provisorisch für den Winter repariert worden. Derzeit (Juli 2024) ist der Turm wegen Renovierungsarbeiten eingezäunt und nicht öffentlich zugänglich.

### Freizeitzentrum mit ehemaligem Wintersportgebiet
Neben dem auf der Sackpfeife stehenden Kaiser-Wilhelm-II.-Turm steht die Lahn-Eder-Hütte der örtlichen Sektion des Oberhessischen Gebirgsvereins (OHGV). Darüber hinaus gibt es einen Spielplatz sowie Grillplätze und Rundwanderwege. Eine 1980 auf dem Berg errichtete und 480 m lange Sommerrodelbahn wurde 2025 demontiert. Zwischenzeitlich gab es auch einen Autoskooter sowie ein Bungee-Trampolin. In der kalten Jahreszeit wurde der Berg jahrzehntelang als Wintersportgebiet genutzt.
Der längste Lift war ein 1978 errichteter 443 m langer Doppelsessellift, der entlang einer Skipiste mit Flutlicht auf den Südsüdwestausläufer Wieschen führte. Er verfügte über eine maximale Fahrgeschwindigkeit von 2,2 m/s und eine maximale Förderleistung von 800 Personen pro Stunde. Ein weiterer, bereits 1968 errichteter Lift war als Schlepplift konzipiert und beförderte später vorrangig die Rodler der parallel verlaufenden Rodelbahn. Es gab eine Ski-Schule. Auf der Skipiste war die Nutzung von Skibobs gestattet; früher fand sogar ein Skibob-Weltcuprennen statt. Außerdem gab es Skilanglauf-Loipen (5,0 und 5,6 km) und eine Natureis-Schlittschuhbahn. Da die Liftanlage veraltet und defekt war, entschied die Stadtverordnetenversammlung im September 2018, in diese Technik nicht mehr zu investieren und den Winterbetrieb auf der Sackpfeife einzustellen. Der Abbau beider Lifte, deren Betriebserlaubnis zwischenzeitig erloschen war, begann im Februar 2024 mit der Demontage der Seile, Sitze und Schlepphaken. Die Stützpfeilen sollen im Laufe des Jahres abgerissen werden, sodass nur noch die Bergstation erhalten bleibt. Die Stadt plant nun, die Sackpfeife in den kommenden Jahren naturnah für Wanderer und Familien zu entwickeln.
An der Skipiste befand sich eine bewirtschaftete Berghütte. Diese brannte im Mai 2017 komplett ab. In den darauffolgenden Monaten wurde diskutiert, wie ein zukünftiges Konzept zur touristischen Nutzung der Sackpfeife – insbesondere im Winter – aussehen könnte; auch, ob an dieser Stelle erneut ein gastronomischer Betrieb aufgebaut wird. Ein Neubau der Berggaststätte für derzeit geplante 750.000 Euro solle laut – zwischenzeitig angepasstem – Beschluss erfolgen. Vornehmlich ist Außengastronomie vorgesehen (100 bis 120 Außen-Sitzpläne, etwa 60 Innen). Private Investoren für das Freizeitzentrum und eine Neuausrichtung der touristischen Angebote sollen in Zukunft für eine zeitgemäße Nutzung sorgen und den Sommerbetrieb langfristig sichern.

## Kulturelle Nutzung

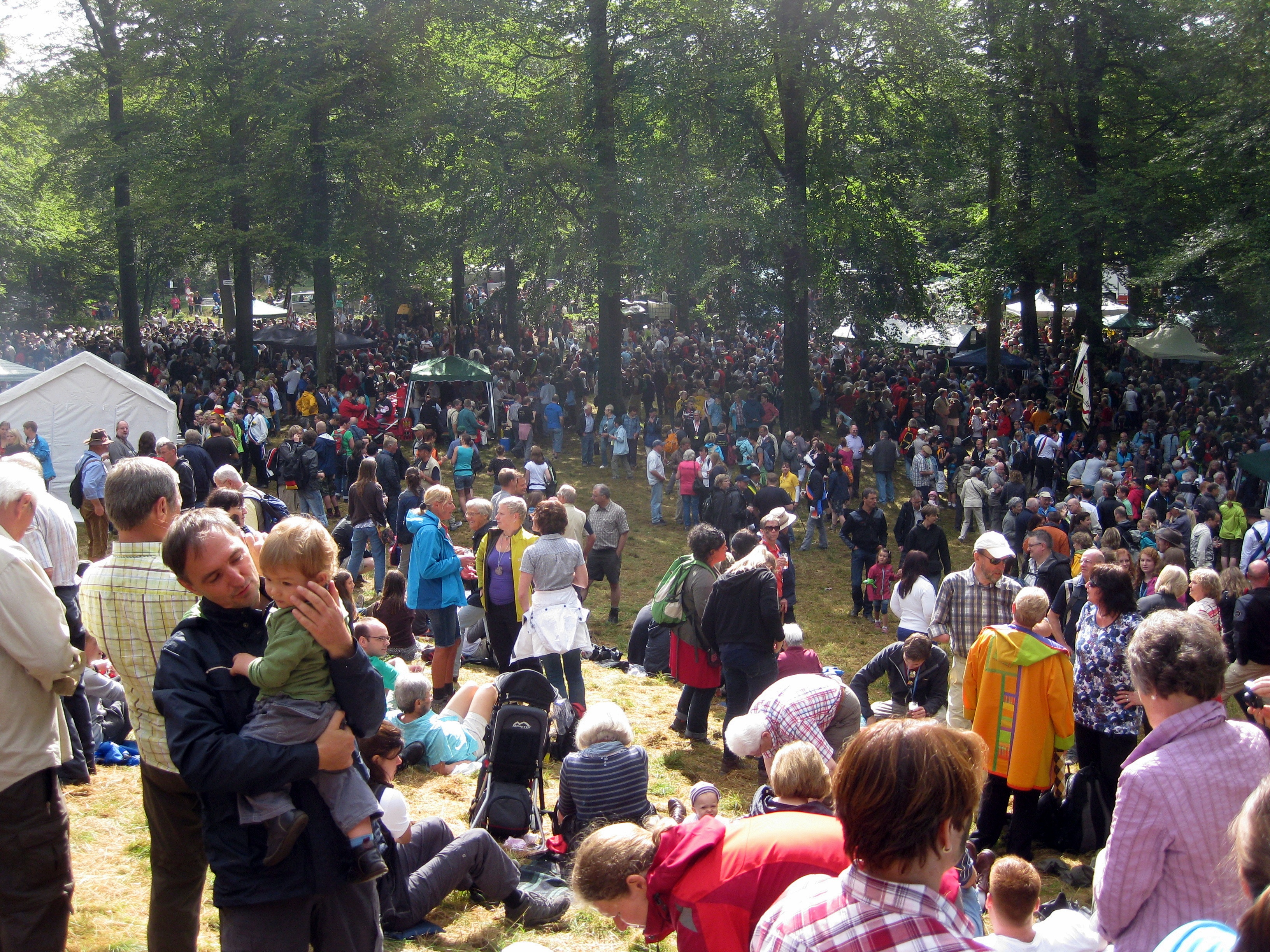
Frühstücksplatz am Grenzgang 2012

Das weitläufige Gelände um den Sackpfeifen-Gipfel ist Austragungsort kultureller Veranstaltungen.
- Alle sieben Jahre im August dient ein Waldgelände am Beginn und zur linken Seite des weitläufigen Parkplatzes als Frühstücksplatz bei dem ersten von drei Tagen des Grenzgangs in Biedenkopf.

Neben den kulturellen Aspekten gibt es auf dem Areal der Sackpfeife gelegentlich Veranstaltungen mit eher kommerziellem und Tourismus-förderndem Charakter, wie beispielsweise ein Kartoffelfest (nicht zu verwechseln mit dem traditionellen Kartoffelbraten in Biedenkopf). Der örtliche Skiclub veranstaltet auf dem Besucherparkplatz jährlich einen Skibasar; dort werden von privat an privat Skiausrüstungen, (Kinder-)Wintersportbekleidung und ähnliches gehandelt.

## Sender Biedenkopf

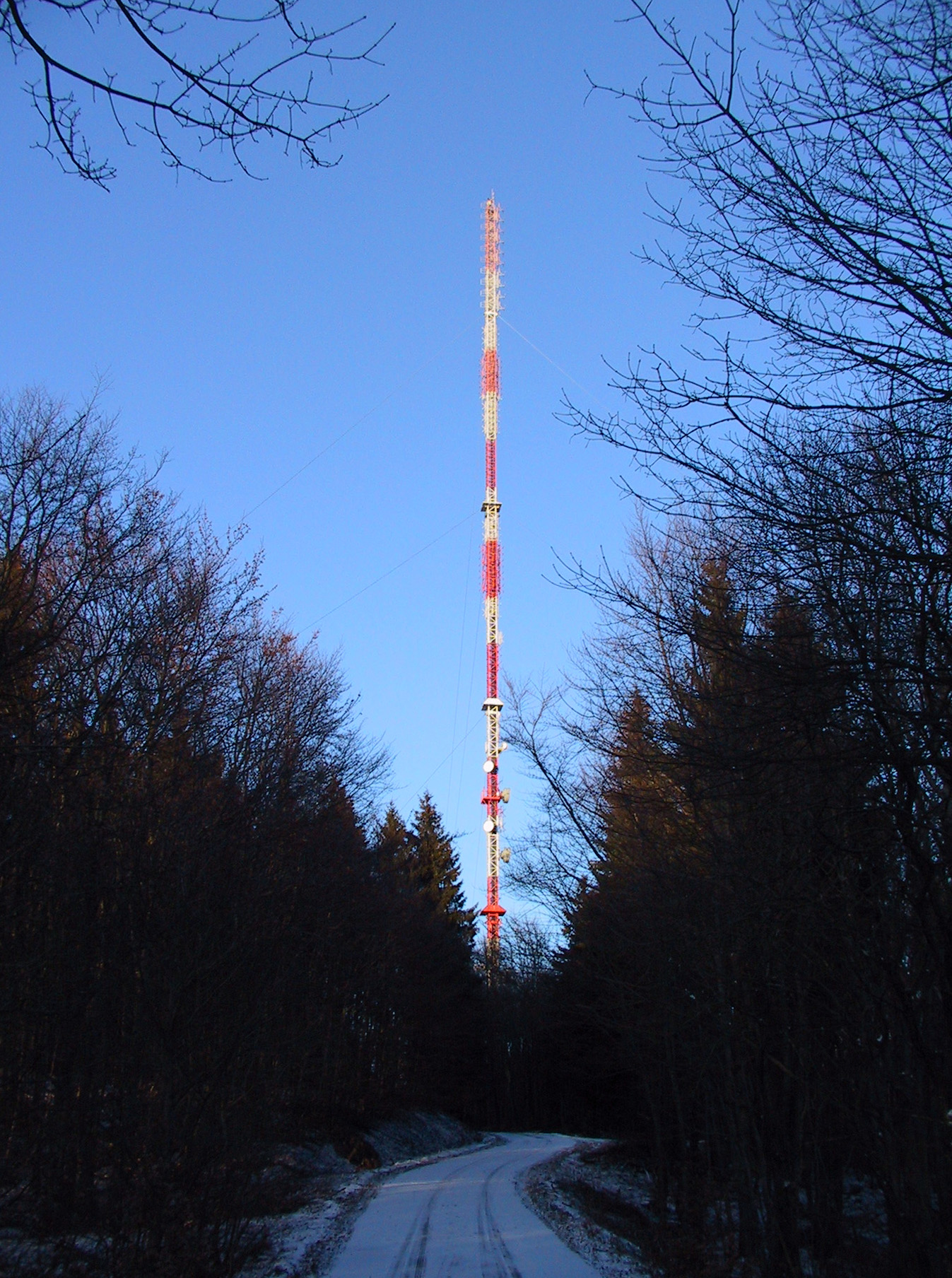
Sender Biedenkopf

Die Sackpfeife ist Standort des Senders Biedenkopf. Der 210 m hohe Sendemast ist ein landschaftlich markantes Merkmal des Berges und daher von vielen Anhöhen der Umgebung auch aus weiter Entfernung sichtbar.